# St. Severin (Salzburg)

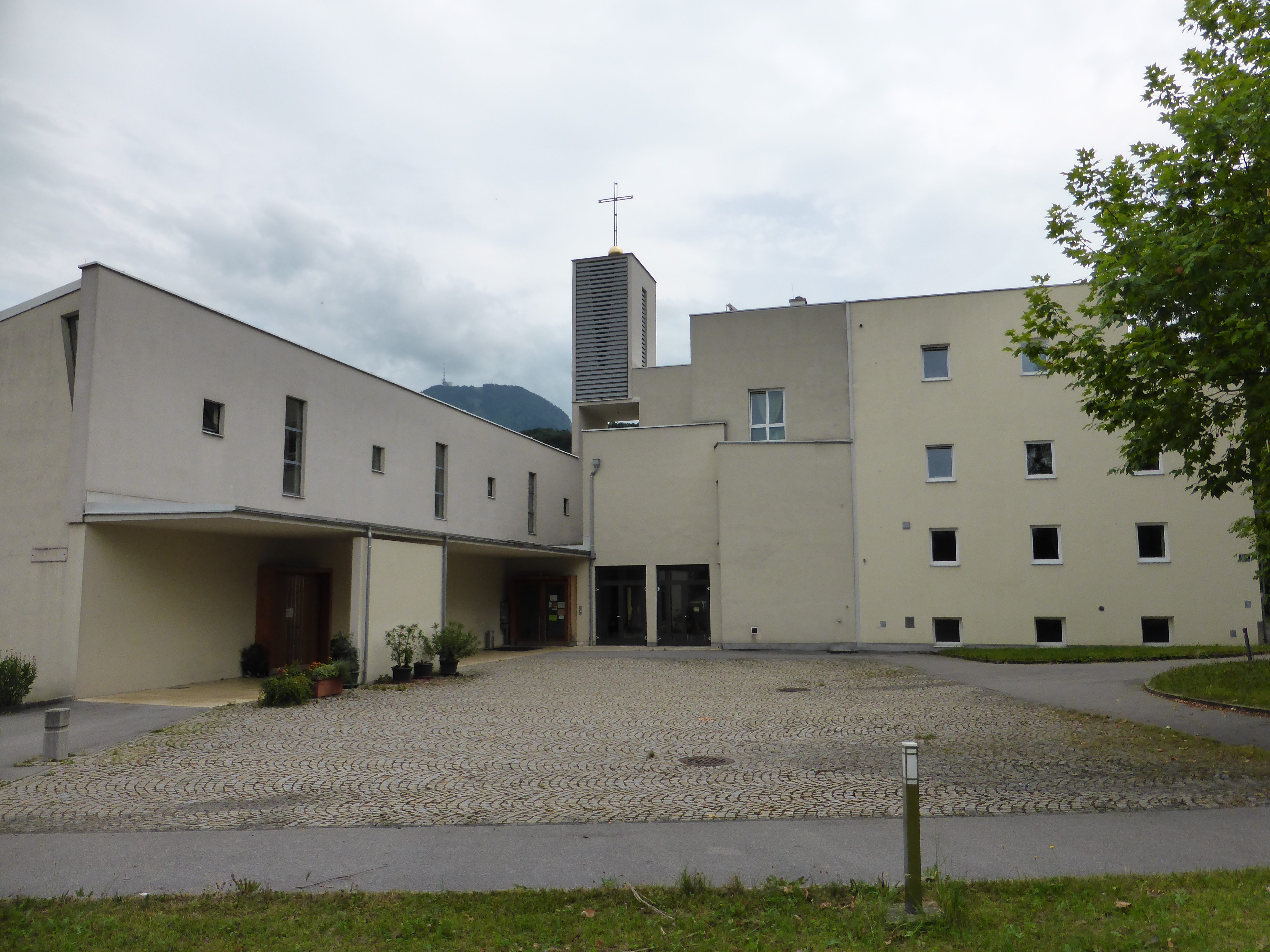
Kirche, Glockenturm, Pfarrzentrum und Pfarrhof. Im Hintergrund der Gaisberg

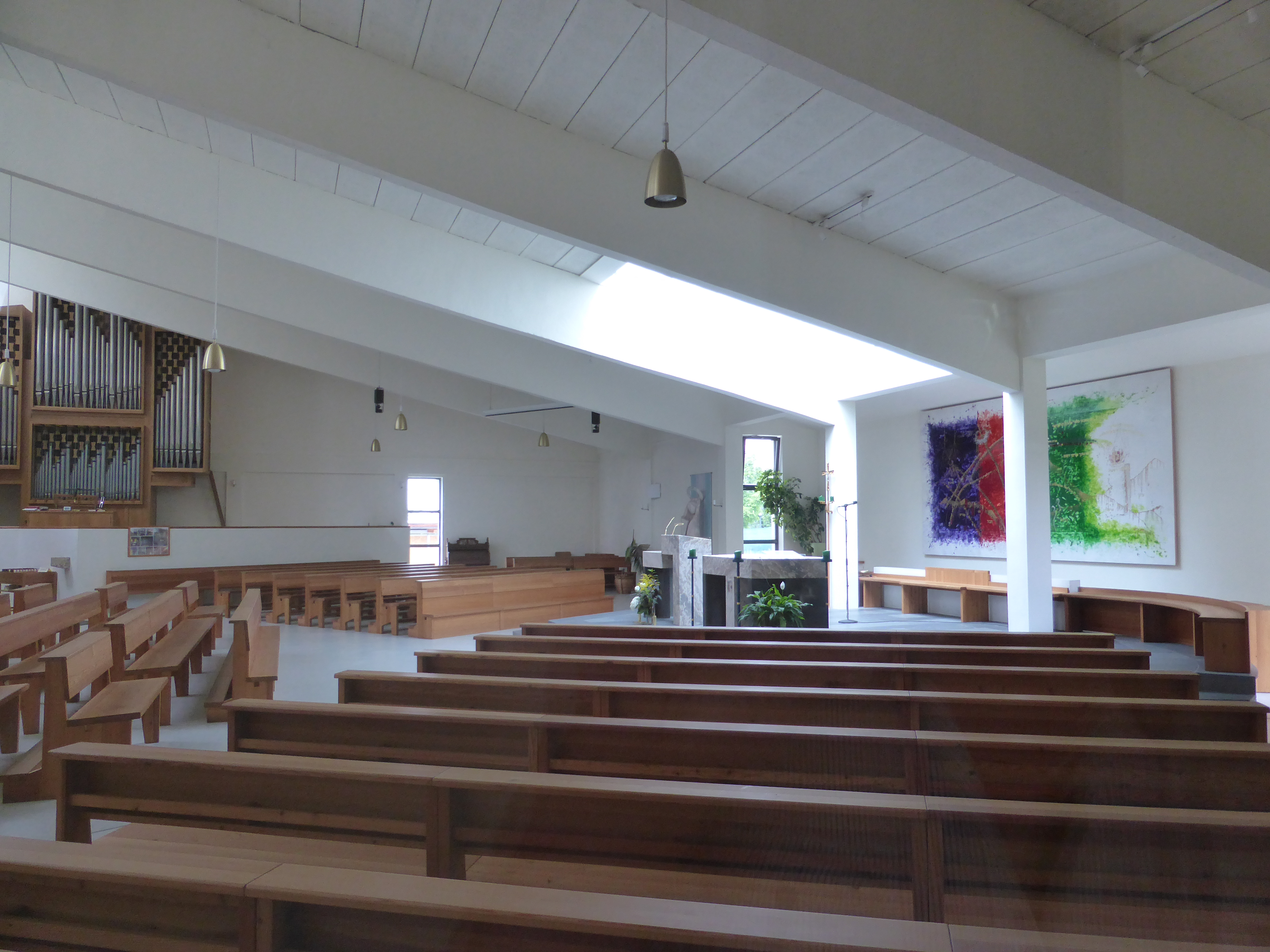
Blick in den Innenraum

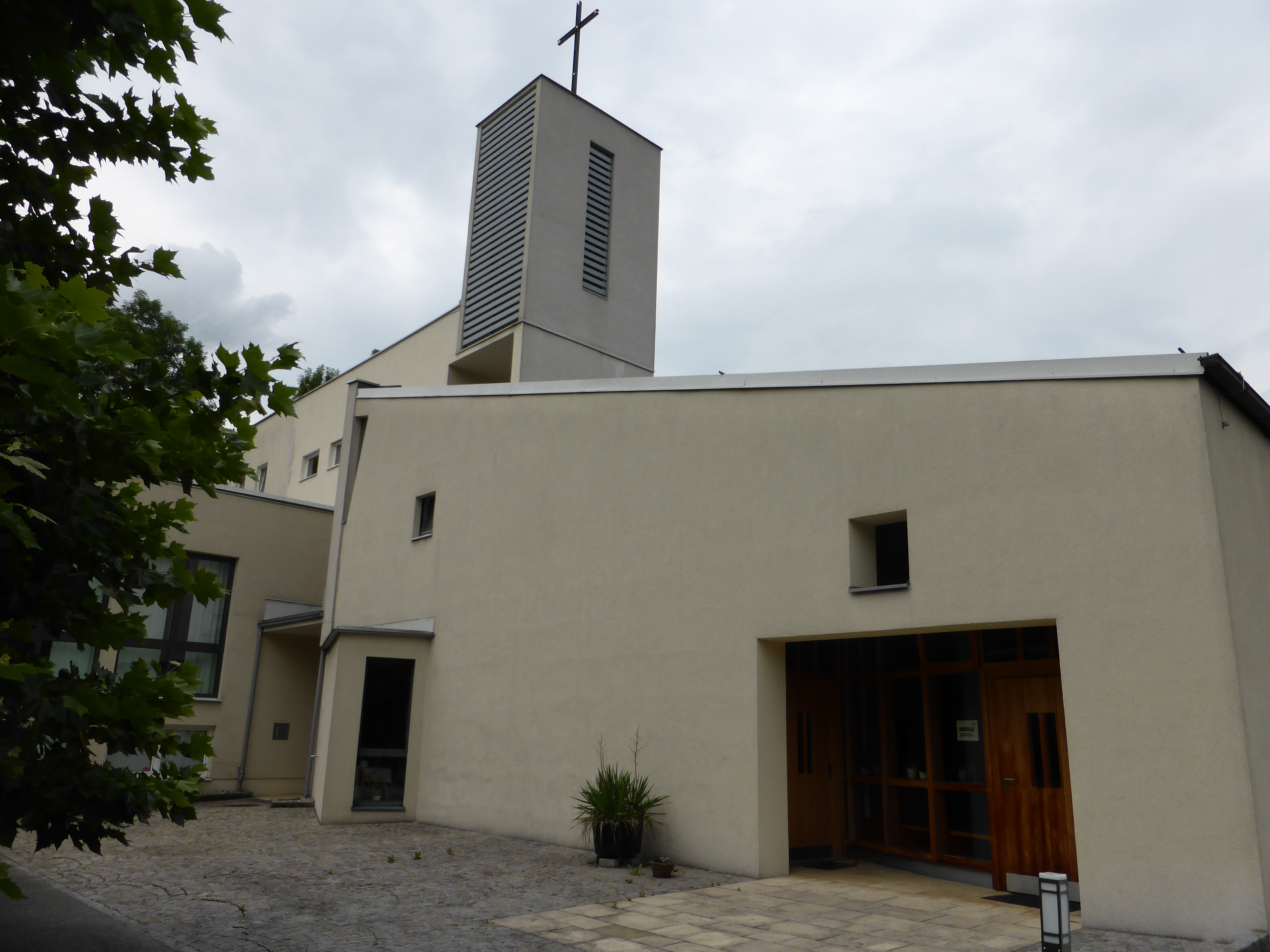
Eingang zur Andachtskapelle

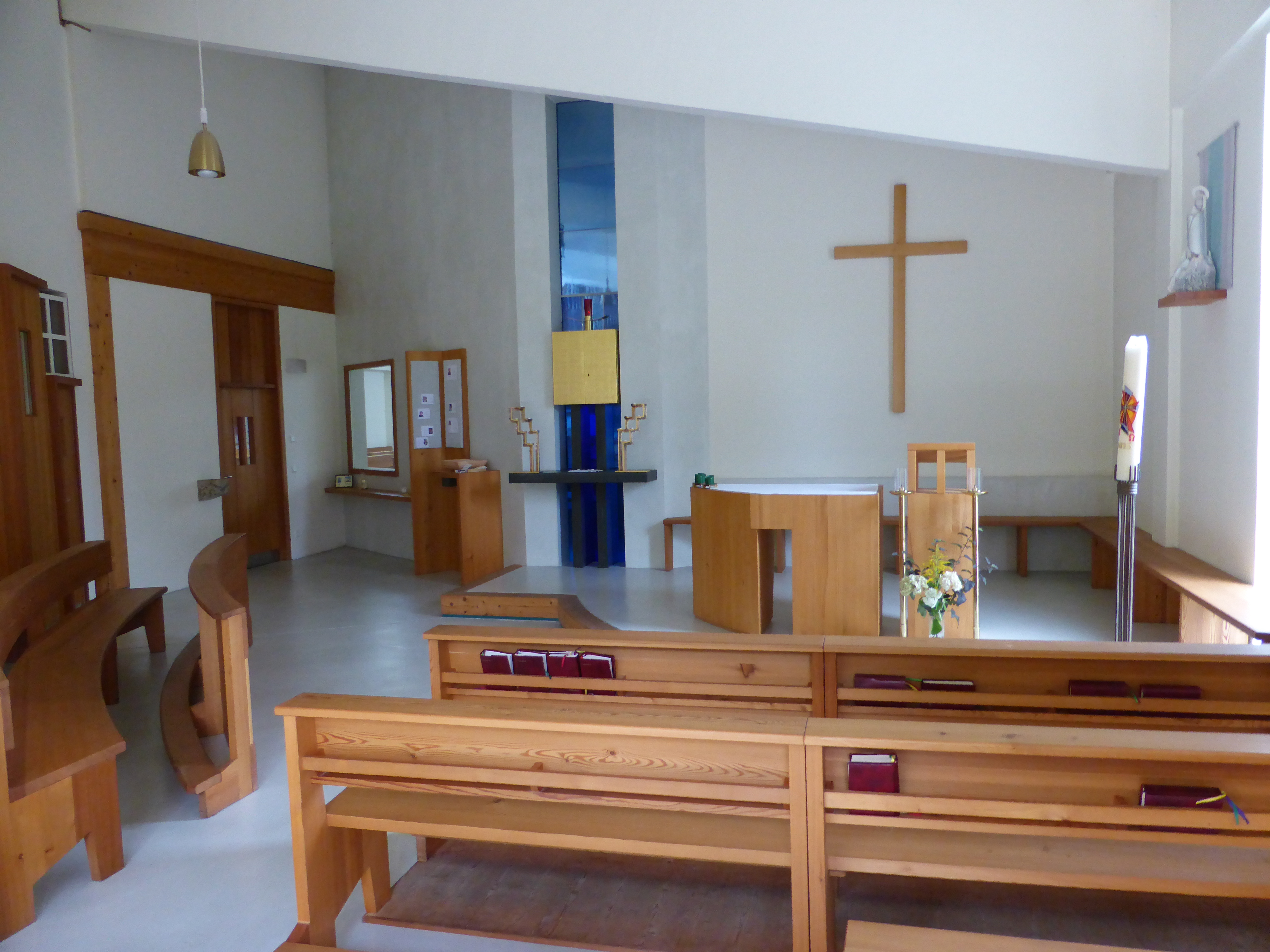
Andachtskapelle

St. Severin ist eine römisch-katholische Pfarrkirche mit Pfarrzentrum und liegt in der österreichischen Landeshauptstadt Salzburg, am Rand der Siedlung Sam im Stadtteil Langwied. Gewidmet ist die Kirche dem heiligen Severin von Noricum.

## Geschichte
Das Gebiet Langwieds gehörte ursprünglich teilweise zur politischen Gemeinde Hallwang, seelsorglich gehörte es zur Pfarre Bergheim (Pfarrsprengel Söllheim im Dekanat Bergheim). Durch Eingemeindung kam es 1938 zur Pfarre Gnigl (innerhalb des Stadtdekanats Salzburg), ab 1979 zum Dekanat Salzburg-Ost. 
1987 wurde von der Pfarre Gnigl eine Fabrikshalle (ehemals Fa. Popp) für die Jugendarbeit in Langwied und Sam angekauft. Am 28. Juni 1997 wurde der erste Gottesdienst gefeiert. Per 1. November 2001 wurde St. Severin als eigenständige römisch-katholische Seelsorgestelle errichtet. 
2011 wurde das umfassende Stadtdekanat wieder errichtet, der Pfarrverband mit Gnigl gelöst, und ein Pfarrverband Salzburg-Itzling – Salzburg-St.Andrä – Salzburg-St.Elisabeth – Salzburg-St.Severin eingerichtet (PV 2, Nordosten der Stadt, Itzling, Elisabeth-Vorstadt, Schallmoos, Langwied, Gnigl-Nord).
Das Haus ist als offenes Veranstaltungszentrum ausgerichtet und bietet auch vielen nicht-kirchlichen Organisationen Platz (wie einer Musikkapelle, einem Jugendtreff, den Pfadfindern und anderem mehr) und fungiert so als allgemeines Gemeindezentrum der Stadtteile Langwied/Sam.

## Kirche
Das ehemalige Firmengebäude wurde 2003–2006 im zeitgenössischen Stil (Architekt Peter Schuh) in ein Pfarrzentrum mit Pfarrkirche umgebaut. Der erste Spatenstich erfolgte am 5. April 2003, am 19. März 2006 konnten erstmals die Glocken des Turmes geläutet werden, die Konsekration des Altares und die Weihe als Pfarrkirche nahm Erzbischof Alois Kothgasser am 1. Mai 2006 vor. St. Severin ist, laut Stand 2012, die jüngste Stadtpfarre Salzburgs.
Innerhalb der alten Fabrikshalle wurden Räume abgeteilt, die nun als Sakristei und als Kapelle gestaltet sind. Im ehemaligen Büro- und Wohngebäude und in einem neuerrichteten Trakt fanden Gruppen- und Seminarräume Platz, sowie ein großes Foyer, ein Pfarrsaal, Kanzleiräume und drei Wohnungen.

## Kapelle
Die Kapelle dient der Kirche als Sakramentskapelle. In ihr finden auch Eucharistiefeiern in kleinem Rahmen statt, so während der Woche. Die Kapelle ist zur Andacht praktisch ganztägig zugänglich, betretbar ist sie meist nur über den Eingang an der Süd-Ostseite des Gebäudekomplexes, der über einen schmalen Gartenweg erreicht wird.

## Orgel

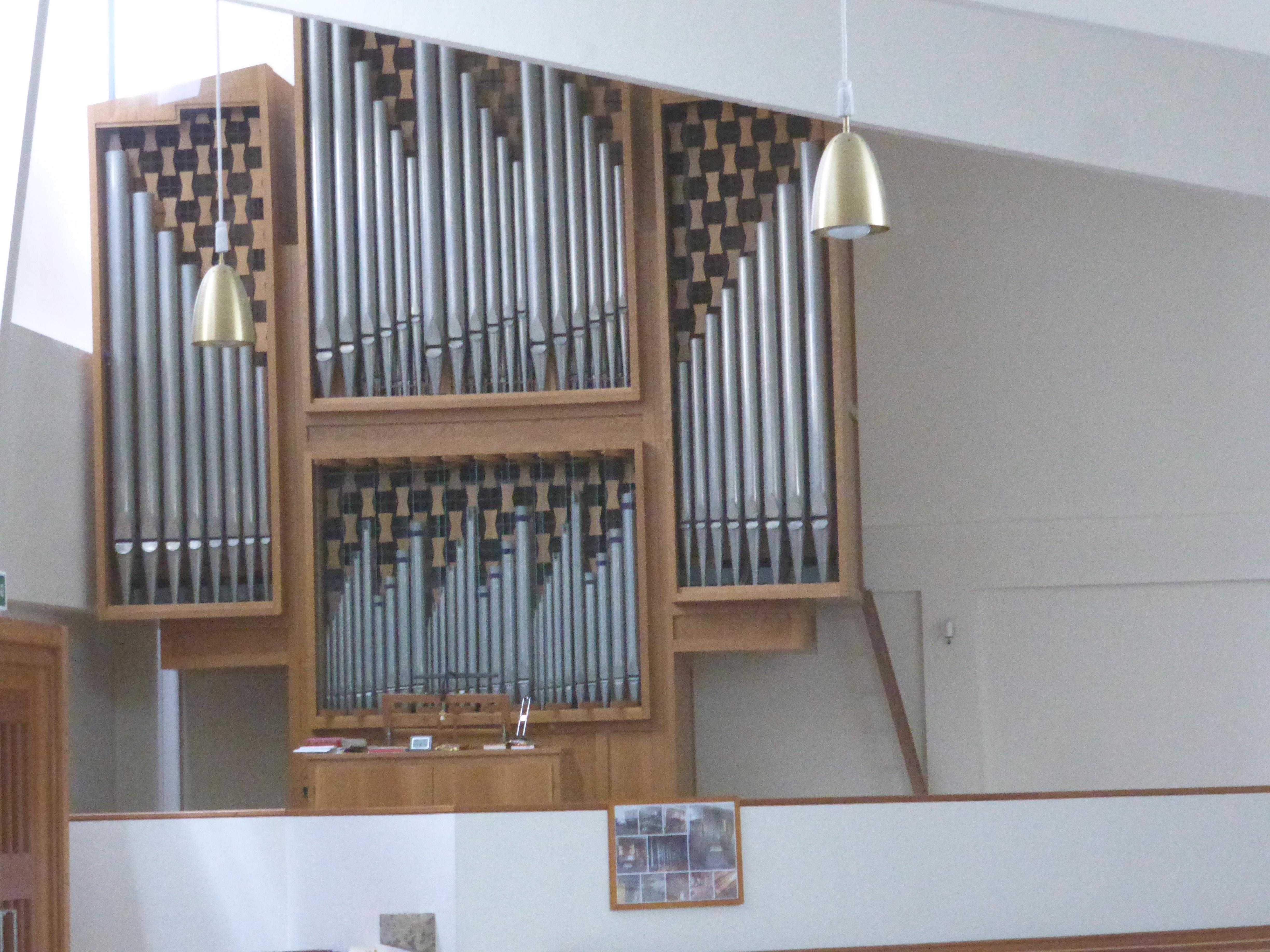
Mayer-Orgel

2011 wurde, vermittelt durch Frau Josephine Ahlbach-Jacobi (Salzburg), eine gebrauchte Orgel für die Kirche angekauft, die 18 Register aufweist. Sie stammt aus der profanierten Filialkirche St. Elisabeth in Riegelsberg und war 1975 von Hugo Mayer geschaffen worden. Das Instrument musste behutsam abgebaut und vom Saarland bis nach Salzburg transportiert werden, wo es adaptiert wieder aufgestellt werden konnte. Am 18. März 2012 segnete Pfarrer Peter Larisch (†) bei einem Festgottesdienst die Orgel. In diesem Rahmen wurde das für St. Severin von Stephan Mayer umintonierte Instrument von Domorganist Heribert Metzger mit Werken von Georg Muffat, Max Reger und Johann Sebastian Bach vorgestellt.
Disposition
| I Hauptwerk C–g3 |                 |       |
| 1.               | Principal       | 8′    |
| 2.               | Koppelflöte     | 8′    |
| 3.               | Octave          | 4′    |
| 4.               | Schweizerpfeife | 4′    |
| 5.               | Gedacktquinte   | 2 ⁄3′ |
| 6.               | Waldflöte       | 2′    |
| 7.               | Mixtur IV       | 1 ⁄3′ |
| 8.               | Trompete        | 8′    |

| II Schwellpositiv C–g3 |           |        |
| 9.                     | Rohrflöte | 8′     |
| 10.                    | Salicet   | 8′     |
| 11.                    | Nachthorn | 4′     |
| 12.                    | Principal | 2′     |
| 13.                    | Terzflöte | 1 3⁄5′ |
| 14.                    | Nazard    | 2 ⁄3′  |
| 15.                    | Cromorne  | 8′     |
|                        | Tremulant |        |

| Pedal C–f1 |            |     |
| 16.        | Subbass    | 16′ |
| 17.        | Principal  | 8′  |
| 18.        | Choralbass | 4′  |

- Koppeln: II/I, I/P, II/P
- Spielhilfen: 2 freie Kombinationen, Tutti

Technische Daten
- Traktur:
  - Tontraktur: mechanisch
  - Registertraktur: elektrisch

## Nachweise
- Sabine Veits-Falk, Thomas Weidenholzer, Martin Zehentner (Buchgestaltung): Gnigl, mittelalterliches Mühlendorf, Gemeinde an der Eisenbahn, Salzburger Stadtteil. Gnigler Stadtteilchronik. Eigenverlag Verein Stadtteilentwicklung Gnigl-Langwied-Sam, Salzburg  2010, ISBN 978-3-900213-13-8, div. Ss.
- Pfarre Salzburg-St.Severin, Erzdiözese Salzburg, Pfarrverzeichnis, kirchen.net
- Steinig war der Weg –St. Severin: Im neuen Pfarrzentrum herrscht reges Leben, Dommuseum zu Salzburg (auf kirchen.net/dommuseum)
- Ehemalige Seelsorgestelle St. Severin, pfarre-gnigl.at
- Pfarrkirche St. Severin. In: Salzburger Nachrichten: Salzburgwiki.